# Anton Tammi
Anton Tammi ist ein finnischer Videoregisseur.
Tammi wuchs in Helsinki auf und übersiedelte später nach New York City. Auf dem Gebiet des Filmemachens ist er Autodidakt. Mit den Videos Hunger für Pekko (2016) und All Your Words für JIL (2018) etablierte Tammi sich als Regisseur für Musikvideos. Es folgten Arbeiten für die Sängerinnen Lykke Li und Halsey.
Mit dem Video zur Single Heartless begann 2019 die Zusammenarbeit mit dem Musiker The Weeknd, aus der bislang sechs Videos hervorgingen. Für das Video zu Blinding Lights war Tammi bei den MTV Video Music Awards 2020 in der Kategorie Beste Regie nominiert.

## Videos
- 2015: Bruce Smear – Pick & Roll
- 2016: Pekko – Hunger
- 2017: JIL – All Your Words
- 2017: Somwhere Else – Uh Huh
- 2018: Lykke Li – Deep End
- 2018: Lykke Li – Hard Rain
- 2019: Halsey – Clementine
- 2019: Halsey – Graveyard
- 2019: The Weeknd – Heartless
- 2020: The Weeknd – Blinding Lights
- 2020: The Weeknd – After Hours
- 2020: The Weeknd – In Your Eyes
- 2020: The Weeknd – Until I Bleed Out
- 2020: The Weeknd – Blinding Lights (Chromatics Remix)
- 2021: Yung Lean – Outta My Head
- 2021: Grimes – Player of Games[1]
- 2022: Ecco2k, Bladee – Amygdala[2]
- 2024: Justice, Tame Impala – One Night/All Night[3]
- 2024: The Weeknd – Dancing In The Flames